# アメリカ合衆国の戦争犯罪
アメリカ合衆国の戦争犯罪（アメリカがっしゅうこくのせんそうはんざい）では、アメリカ合衆国の軍隊（アメリカ軍）によって行われたとされる戦争犯罪について記述する。

## 概要
戦争犯罪とは、狭義には戦争に関する法（国際法など）に違反する行為（交戦法規違反）と戦時反逆罪（作戦地・占領地内における非交戦者による利敵行為）を意味し、広義には交戦法規違反に加え平和に対する罪・人道に対する罪を含めた概念を意味する。
具体的には、他国に対して侵略戦争を仕掛けたり、敵兵・捕虜に対して非人道的な扱いをすることなどである。また、民間人に対しての殺戮・追放・逮捕など、紛争や混乱の誘発や報復感情の拡大の原因となる行為と言動も、戦争犯罪であるとされている。（以上「戦争犯罪」の項より引用）
第二次世界大戦中の無差別都市爆撃（とりわけドレスデン爆撃・東京大空襲）や日本への原子爆弾投下（広島・長崎）などは戦争犯罪ではないかと主張されることもあるが、戦勝国であるアメリカ合衆国が裁かれることはなく、責任者も処罰されていない。また、無差別爆撃を指揮したカーチス・ルメイ自身が「もし我が国がこの戦争に敗北していたら、私は戦争犯罪人として処罰されていただろう。幸運なことに、我々は勝者になった」と語っている。
他にも、少なからず人種差別的感情に起因すると見られる日本兵に対する猟奇行為（切断や一部の持ち帰りなど遺体のトロフィー化）や虐殺（わざと捕虜にせず攻撃を加えるなど）が太平洋戦争では珍しくなかったという。さらに、ベトナム戦争においては、非戦闘員の虐殺、捕虜虐待などがアメリカ国内でも問題にされたほどであった。その後もイラク戦争などにおいても、非戦闘員を巻き込む戦闘行動や捕虜虐待など戦争犯罪と疑われるべき行為が報告されている。ここでは、正式に裁かれることはないが、被害者や第三者の側から戦争犯罪であると主張される事柄について述べる。

## 第二次世界大戦以前

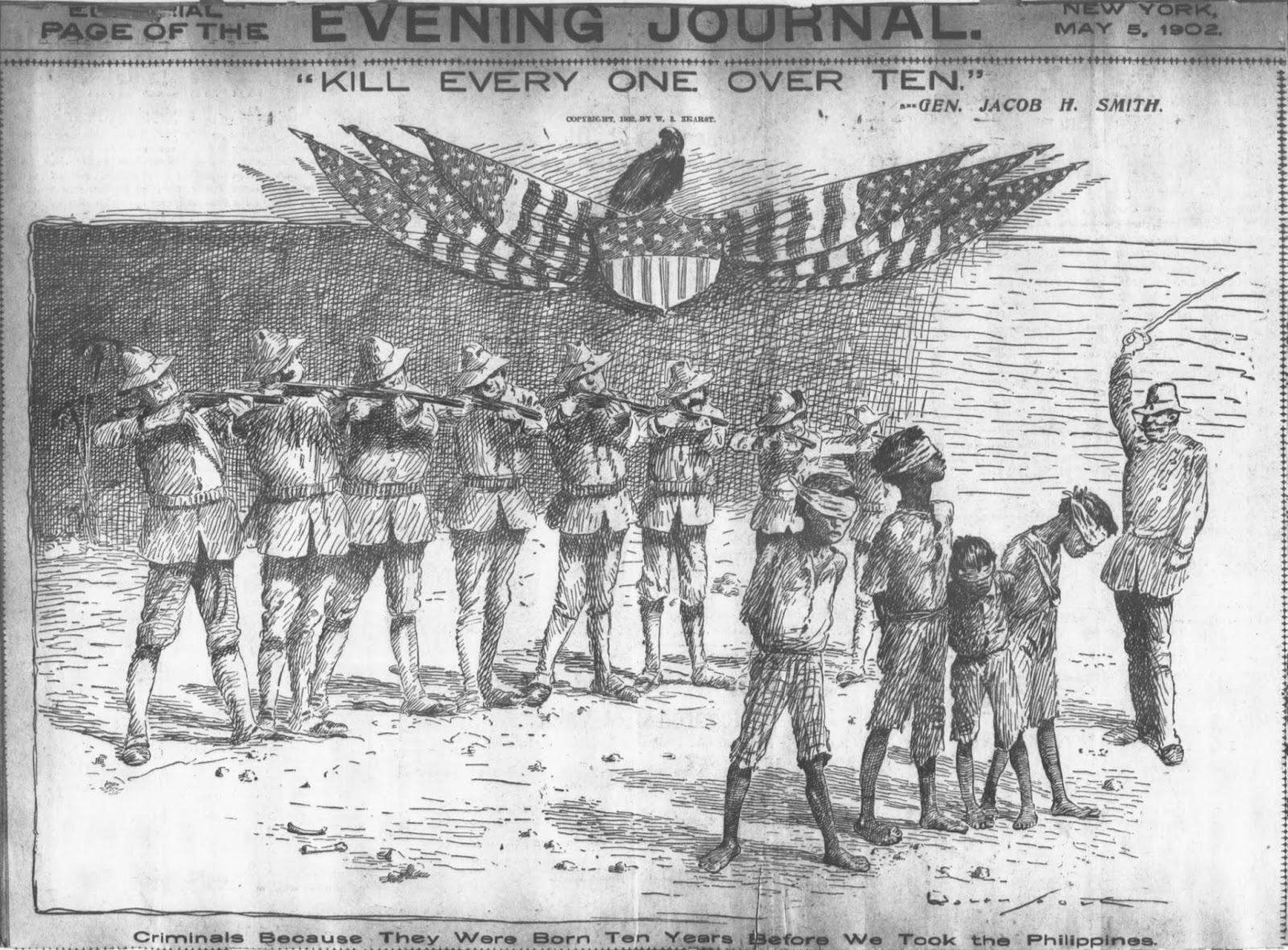
『10歳以上は皆殺し』（挿絵上部）。『犯罪者、なぜなら彼らは我々がフィリピンを手に入れる10年前に生まれたから』（挿絵に付された説明）ニューヨークジャーナル（1902年5月5日

- アメリカ先住民（ネイティブ・アメリカン）に対する虐殺（ウンデット・ニーの虐殺等）、インディアン戦争
- 南北戦争で北軍が行った海への進軍などの焦土作戦
- ハワイ王国の併合・傀儡政府「ハワイ共和国」樹立・併合。ただし、時の政権は併合を認めず、現地アメリカ人の行為を糾弾している。
- 米墨戦争：いったんは独立を承認したテキサスの内政に干渉して、先に軍事行動を起こしたのはメキシコであることに注意。
- 米西戦争
- 米比戦争（虐殺多数）

## 第二次世界大戦
- 阿波丸事件：アメリカと日本が安全を保障していたが、2000人強が乗る貨客船阿波丸を撃沈。ただし、日本は協定を破って戦略物資を積み込んでおり、正当な攻撃目標とする意見もある。
- ぶゑのすあいれす丸撃沈：1000人強が乗る病院船を爆撃し撃沈。
- 日系人の強制収容：アメリカ市民権を持つ持たないに関わりなく日系アメリカ人を強制収容し、中米、南米の日系人もアメリカに移送、強制収容した。
- ドイツ人捕虜への不当な扱い（ダッハウの虐殺など）
- 投降した一般市民への不当な扱い、虐待・殺害・略奪・放火・強姦等。サイパンの戦いにおける民間人への凶行・虐殺が田中徳祐（陸軍大尉・独立混成第47旅団）の著作『我ら降伏せず―サイパン玉砕戦の狂気と真実』により記述されている。
- 無抵抗の敵兵員に対する不必要な攻撃行為、撃沈された艦から脱出した敵兵に対して銃撃を加えるなど。
- 無制限潜水艦作戦による非武装民間船舶に対する不当な攻撃（これは潜水艦を有する参戦国のほとんどで実行された。）
- モンテ・カッシーノの戦いに代表される歴史・文化遺産に対する不当な攻撃
- ビスマルク海海戦：日本人漂流者に対して機銃掃射及び、救助の放棄。
- マニラ大虐殺：少なくとも4万人以上のマニラ市民がマニラの戦い時にアメリカ軍の重火砲により犠牲となった。
- レイプ（戦時性暴力）：ノルマンディー上陸作戦時にフランスやドイツで多数のフランス人・ドイツ人女性がアメリカ軍兵士に大量レイプされる事件（米兵によるフランス解放時の強姦）が多発した[2][3]。

### 無差別戦略爆撃
- 東京大空襲等に代表される日本諸都市への無差別絨毯爆撃（日本本土空襲[4][5]）
- ドレスデン爆撃等に代表されるドイツ諸都市への無差別絨毯爆撃
- 漢口大空襲に代表される同盟国市民もろとも敵軍を焼き払う無差別絨毯爆撃
- 日本への原子爆弾投下 - 広島市への原子爆弾投下・長崎市への原子爆弾投下[6]
- 国際法の上で定義される非戦闘員や非軍事施設に対する不必要な攻撃行為（列車や家屋、民間人に対して銃撃を加える、など）[注釈 1]

### 機銃掃射
機銃掃射による民間人、赤十字車両への攻撃
- 湯の花トンネル列車銃撃事件
- 大山口列車空襲
- 筑紫駅列車空襲事件
- 那賀川鉄橋空襲
- 多治見空襲
- 保戸島空襲

### 毒ガス使用
- バーリ港事件→ドイツ軍が先に使用した場合に備える、と言うことで持ち込まれたガス弾を運んでいた輸送船が撃沈され、溶け出したガスによって生存者と救助隊が被災。積極的に使用したのではないことに注意。

### 遺体損壊
- 米軍兵による日本軍戦死者の遺体の切断

## 第二次世界大戦後
- 朝鮮戦争
  - 老斤里事件
- ベトナム戦争
  - 枯葉作戦（枯葉剤）
  - ソンミ村虐殺事件
  - 北爆（捏造したトンキン湾事件を根拠とした）
- アメリカ軍によるドミニカ共和国占領 (1965年-1966年)
- リビア爆撃 (1986年)
- パナマ侵攻
- イラク戦争[10]
  - アブグレイブ刑務所における捕虜虐待
- アフガニスタン紛争 (2001年-2021年)[11][12]
- シリア空爆 (2019年)[13]
- カブール空爆[14]